# 奠邊府市
奠邊府市（越南语：／）是越南西北部奠邊省省莅，市区位於芒青谷地，緊臨上寮，南北長約18公里，東西寬約6公里。

## 地理
奠边府市东接芒安县，东南接奠边东县，西和南接奠边县，北接孟查县。市区坐落在芒青谷地，并为群山环绕，谷地间稻田广布。奠边府市位于湄公河流域範圍內，其二级支流南容河流经市区。

## 历史沿革
法屬期間，奠邊府成為法國最大的軍事據點，駐守約兩萬名法軍，有兩個105榴炮營，一個155榴炮營，平時透過空投運輸物資。1954年，奠边府因奠邊府戰役聞名。
萊州省原省莅莱州市邻近沱江，地势较为低洼，容易遭受洪水侵袭，因此在1992年4月18日，越南政府决定奠边县析置奠边府市社，并将莱州省省莅由莱州市社迁至奠边府市社。2003年9月26日，奠边府市社改制为奠边府市。2003年11月26日，越南国会通过决议，将原莱州省分设为奠边省和新的莱州省，奠边府随即成为奠边省的省会。
2019年11月21日，奠边县那凑社、那雁社、芒播社和巴桄社4社划归奠边府市管辖，奠边县清㳥社和清兴社部分区域划归清长坊管辖，奠边县清兴社部分区域划归南清坊管辖，耶冷社并入清明社。

## 行政区划
奠边府市下辖7坊5社，市人民委员会位于馨岚坊。
- 馨岚坊（Phường Him Lam）
- 芒清坊（Phường Mường Thanh）
- 南清坊（Phường Nam Thanh）
- 农布坊（Phường Noong Bua）
- 新清坊（Phường Tân Thanh）
- 清平坊（Phường Thanh Bình）
- 清长坊（Phường Thanh Trường）
- 芒方社（Xã Mường Phăng）[11]
- 那雁社（Xã Nà Nhạn）
- 那凑社（Xã Nà Tấu）
- 巴桄社（Xã Pá Khoang）
- 清明社（Xã Thanh Minh）

## 社会

### 教育
奠边府市内有奠边高等专科学校、经济技术高等专科学校、医学专科学校等高等院校。

### 媒体
越南主要的媒體越南国家电视台、越南之声广播电台等均可在奠边府市接收，越南通讯社在奠边府市也有代表机构。越共奠边省委、奠边省人民委员会还拥有奠边广播电视台、《奠边府报》等地方媒体，以报导奠边府市及其所在省份奠边省的地方新聞。

## 交通
奠边府市通过国道12号与省内的芒萊市社相连接，并通过279号国道与遵教縣相连、一些国道也通过奠边府连接了邻近的莱州省、山罗省等省份以及老挝。奠边府市内还设有奠邊府機場，有直飛河内、胡志明市的数个国內航班。